# زبابة الفيل البوشفيلدية
زبابة الفيل البوشفيلدية (الاسم العلمي: Elephantulus intufi) (بالإنجليزية: Bushveld elephant shrew or Bushveld sengi)‏ هي نوع من الثدييات تتبع جنس زبابة الفيل طويلة الأذن من فصيلة زبابات الفيل.